# Diagrama QAPF

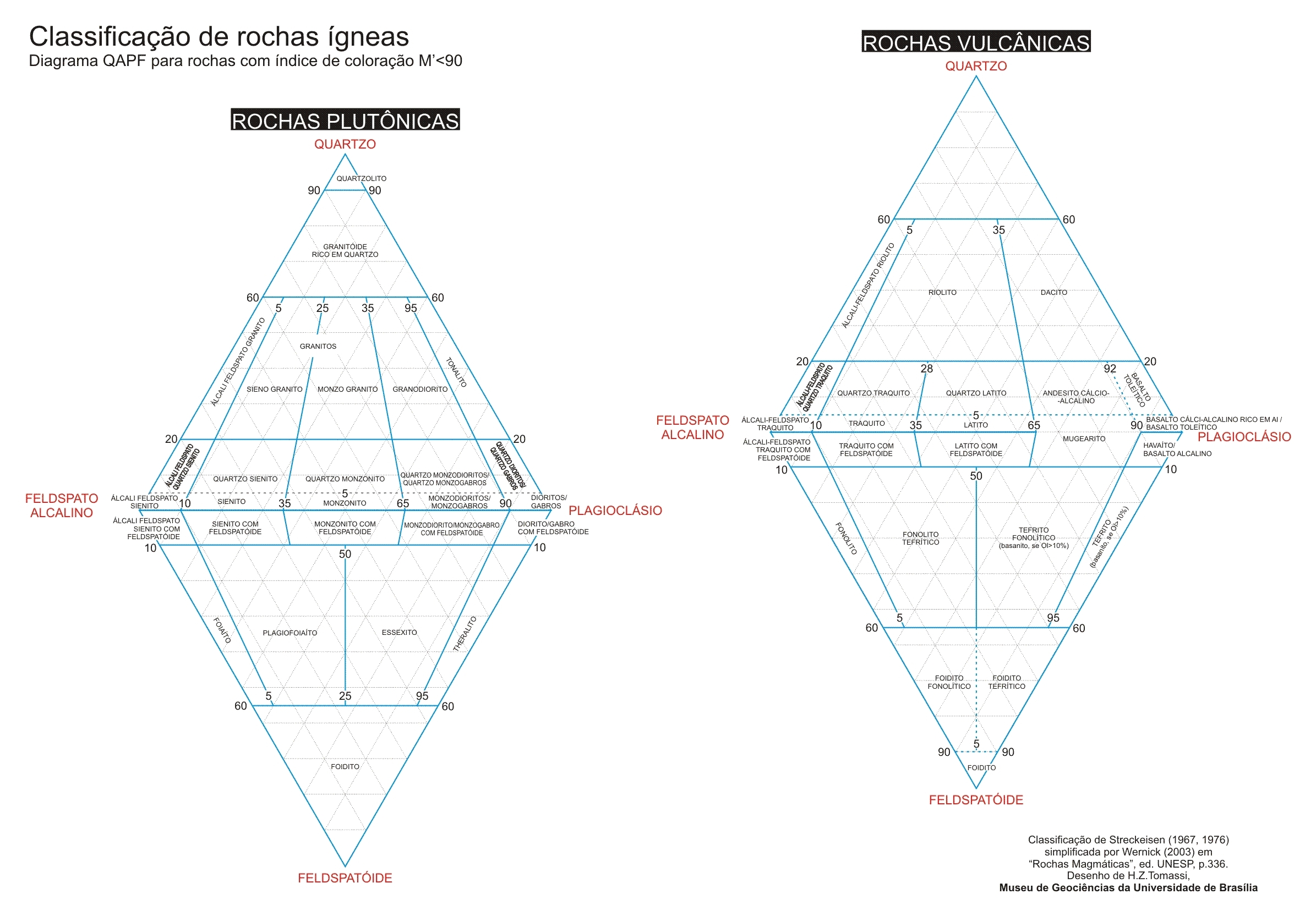

O diagrama QAPF é um diagrama ternário duplo concebido por Streckeisen (1967) no qual é feita a classificação de de rochas plutônicas e vulcânicas de acordo com a composição modal das rochas em questão. Essa classificação é recomendada pela IUGS.
As siglas representam as iniciais dos minerais cujas modas entram na classificação:
Q representa quartzo, tridimita e cristobalita;
A representa os feldspatos alcalinos e a albita (Ab95-100);
P representa os plagioclásios (Ab0-95) e as escapolitas;
F representa os feldspatóides (nefelina, leucita, pseudo-leucita, sodalitas, hauynita, cancrinita, analcima e kalsilita).